# Akilles Järvinen
Akilles „Aki“ Eero Johannes Järvinen (* 19. September 1905 in Jyväskylä; † 7. März 1943 in Tampere) war ein finnischer Leichtathlet, der in den späten 1920er und in der ersten Hälfte der 1930er Jahre im Zehnkampf und über 400 Meter Hürden erfolgreich war. Er gewann drei Silbermedaillen.
Er war Sohn des Diskuswurfolympiasiegers Verner Järvinen und der ältere Bruder von Speerwurfolympiasieger Matti Järvinen. Akilles und Matti Järvinen sind die einzigen Brüder in der Geschichte der Leichtathletik, die gleichzeitig (1930–1932) einen Weltrekord hielten: Akilles im Zehnkampf, Matti im Speerwurf. Akilles wäre wie sein Bruder Olympiasieger geworden – wenn die 1950 eingeführte Wertung bereits 1928 gegolten hätte. Nach dieser Wertung hätte Akilles Järvinen 1928 150 Punkte und 1932 120 Punkte Vorsprung vor Paavo Yrjölä bzw. vor Jim Bausch gehabt.
Akilles Järvinen wurde nur 37 Jahre alt. Er kam beim Absturz einer PY-37 ums Leben, die sich mit ihm als Copilot auf einem Übungsflug befand.

## Erfolge
- VIII. Olympische Spiele 1928 in Paris: SILBER mit 7932 Pkt. hinter seinem Landsmann Paavo Yrjölä mit 8053 Pkt. und vor dem US-Amerikaner Ken Doherty mit 7707 Pkt.
- Weltrekord mit 8255 Punkten am 20. Juli 1930 in Viipuri (Verbesserung der zwei Jahre alten Bestmarke von Paavo Yrjölä um 202 Punkte; der Rekord hielt 2 Jahre); wenige Tage später warf Bruder Matti Järvinen den ersten seiner 10 Speerwurf-Weltrekorde
- IX. Olympische Spiele 1932 in Los Angeles: SILBER mit 8292 Pkt. (Wertung 1950: 6707 Pkt.) hinter dem US-Amerikaner Jim Bausch mit 8462 Pkt. (Wertung 1950: 6588 Pkt.) und vor dem Deutschen Wolrad Eberle mit 8031 Pkt.
- Europameisterschaften 1934 in Turin: SILBER über 400 Meter Hürden in 53,7 s hinter dem Deutschen Hans Scheele in 53,2 s und vor dem Griechen Christos Mantikos in 54,9 s.

Seine Meldung für die X. Olympischen Spiele 1936 in Berlin musste er wegen einer Lebensmittelvergiftung zurückziehen.

## Bestleistungen
| Disziplin      | Leistung   |
| -------------- | ---------- |
| 100 m          | 10,9 s     |
| 200 m          | 21,9 s     |
| 400 m          | 49,0 s     |
| 1500 m         | 4:47,0 min |
| 110 m Hürden   | 15,2 s     |
| 200 m Hürden   | 25,4 s     |
| 400 m Hürden   | 53,7 s     |
| Hochsprung     | 1,80 m     |
| Stabhochsprung | 3,60 m     |
| Weitsprung     | 7,12 m     |
| Dreisprung     | 14,32 m    |
| Kugelstoßen    | 14,10 m    |
| Diskuswurf     | 36,95 m    |
| Speerwurf      | 63,25 m    |